# Mark Andrew Capes
Mark Andrew Capes (ur. 19 lutego 1954) – brytyjski dyplomata. Gubernator Wyspy Świętej Heleny, Wyspy Wniebowstąpienia i Tristan da Cunha od 29 października 2011 roku do 18 marca 2016 roku. Tymczasowy gubernator Anguilli od 29 kwietnia 2004 roku do 28 maja 2004 roku i od 2 czerwca 2006 roku do 10 lipca 2006 roku. Tymczasowy gubernator Bermudów od 12 października 2007 roku do 12 grudnia 2007 roku